# Bahnjahr 1830
Liste der Bahnjahre

Bahnjahr 1830

Weitere Ereignisse
Dieser Artikel behandelt das Bahnjahr 1830.

## Großbritannien

Die Lithografie von A.B. Clayton aus dem Jahr 1830 zeigt die Eröffnungsfahrt der Liverpool and Manchester Railway. Die Lokomotive überquert gerade den Bridgewater-Kanal bei Patricroft. Ausstellungsort unbekannt

Nachdem bereits 1825 die weltweit erste öffentliche Bahnlinie, die Stockton and Darlington Railway, eröffnet wurde, folgte 1830 die erste Intercity-Verbindung der Welt, die Liverpool and Manchester Railway. Die Linie erleichterte den Transport von Baumwolle von dem Hafen in Liverpool zu dem Industriezentrum Manchester. Dem Bau der Bahnstrecke ging ein Streit zwischen Kanal- und Eisenbahnbefürwortern voraus. Am 15. September 1830 eröffnete die Linie schließlich, wobei es zu einem tödlichen Unfall kam. Der Bahnbefürworter und Parlamentsabgeordnete William Huskisson unterschätzte die Geschwindigkeit der Lokomotive The Rocket und wurde überfahren. Er war das erste prominente Todesopfer eines Eisenbahnunfalls.
Noch vor der Liverpool and Manchester Railway, am 3. Mai 1830, nahm die Bahnstrecke Canterbury–Whitstable den Fahrbetrieb auf. Bei der Linie handelte es sich um den weltweit ersten regelmäßig verkehrenden Personen- und Gütertransport, der auf Lokomotiven basierte. Die Technik der Fahrzeuge krankte zu diesem Zeitpunkt jedoch noch an vielen Kinderkrankheiten. So schaffte es die Lokomotive Invicta, nicht aus eigener Kraft Steigungen im Gelände zu überwinden. An drei Standorten mussten daher zusätzlich Dampfmaschinen aufgestellt werden.

## Vereinigte Staaten von Amerika
- 24. Mai: Auf der Baltimore and Ohio Railroad wird nach rund dreijähriger Bauzeit der planmäßige Betrieb aufgenommen.

## Frankreich
- 28. Juni: Die erste Teilstrecke der Bahnstrecke Saint-Étienne–Lyon wird in Betrieb genommen.